# Altencelle

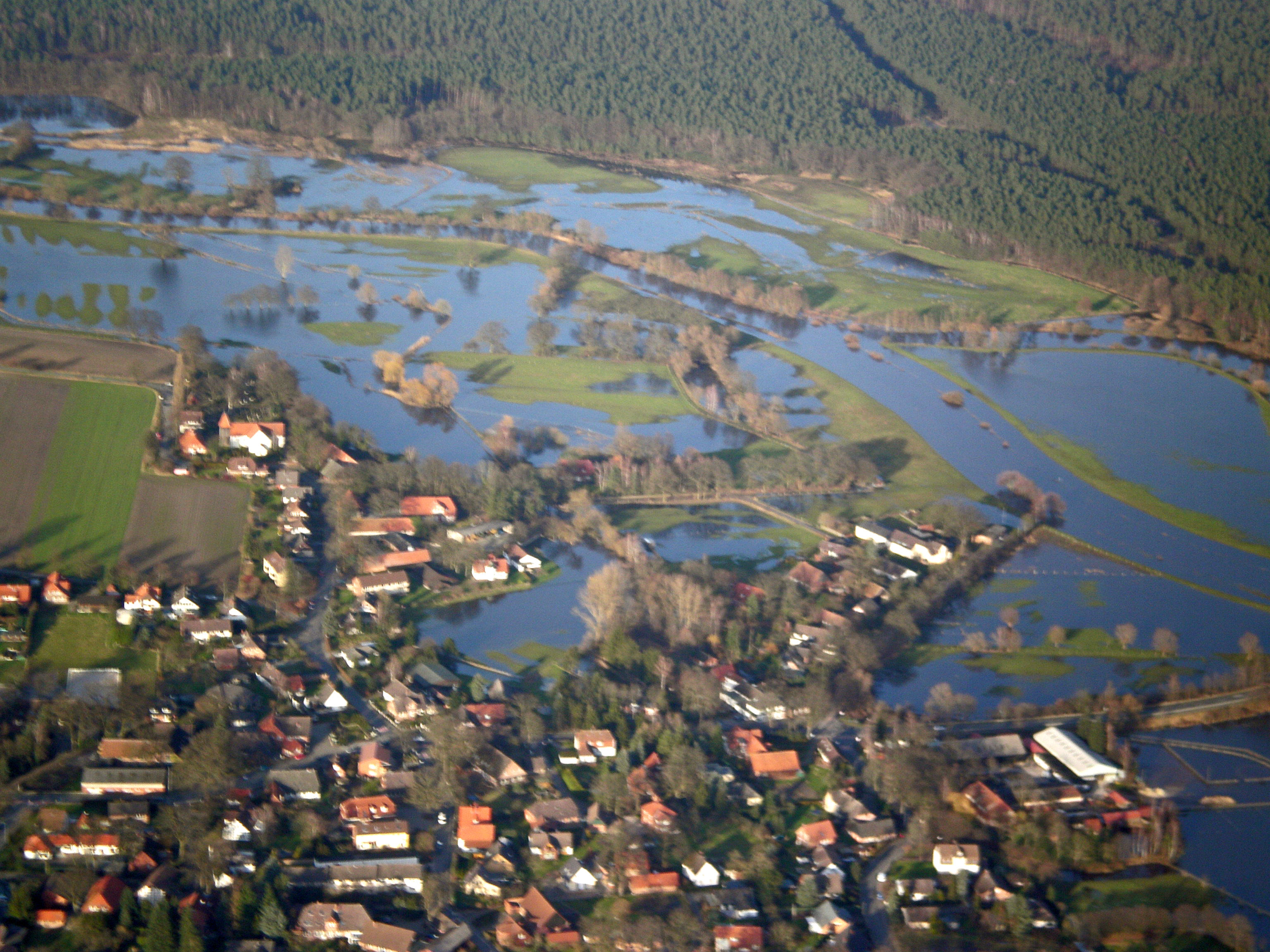
Luftbild von Altencelle während des Hochwassers in Celle im Februar 2008

Altencelle ist ein Ortsteil der Stadt Celle in Niedersachsen, der südöstlich des Stadtzentrums westlich der Aller und östlich der Fuhse liegt. Der Ort ist auf B 214 und Kreisstraße 74 mit der Kernstadt verbunden.

## Geschichte
Am Föscherberg im Ortsteil Burg befinden sich Hügelgräber aus der Bronzezeit (ca. 2.000 bis 750 v. Chr.), die auf eine menschliche Besiedlung hinweisen.

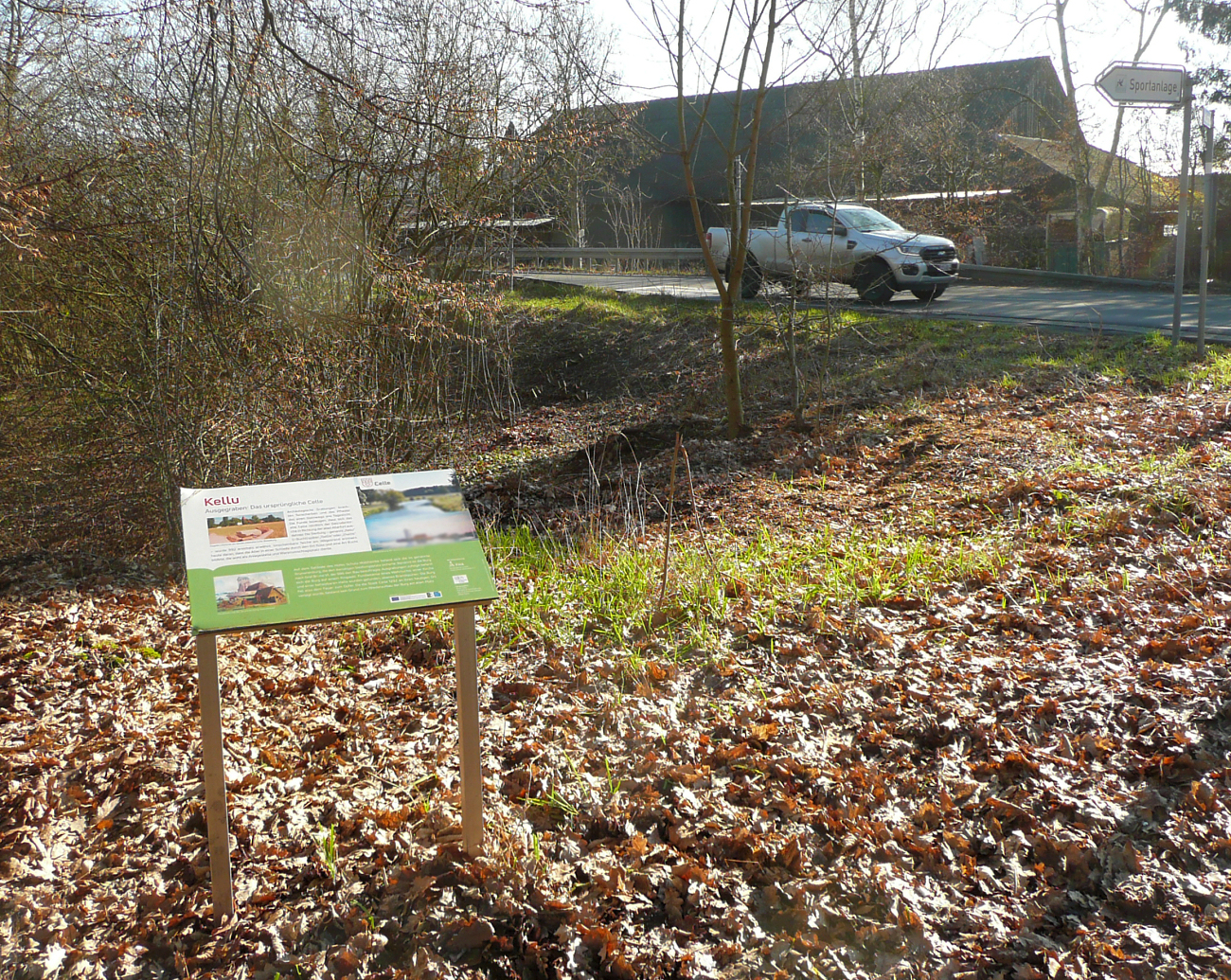
Infotafel am östlichen Ortsausgang von Altencelle zur Siedlung „Kellu“

Die heutige Ortsbezeichnung Altencelle besagt, dass hier vormals die ursprüngliche Stadt Celle (Stadtrecht seit 1249), das „alte Celle“, bestanden hat. Der Ort wird erstmals 993 als „Kellu“ (Siedlung am Fluss) urkundlich erwähnt. Sie lag an der Brunonenburg, die vor 1290 abbrannte. Herzog Otto der Strenge gab Altencelle 1292 auf und gründete das „neue“ Celle etwa 3 km nordwestlich bei einem befestigten Turm, der später zum Schloss Celle ausgebaut wurde.
Bis 1856 wurden Hinrichtungen auf dem Galgenberg im Altenceller Feld vorgenommen. Stadtchronist Clemens Cassel (1850–1925) stellt in einer seiner frühen Arbeiten fest: „In unmittelbarer Nähe des Gottesackers zu St. Georg [Blumlage] lag der 1652 abgetragene ‚Gerichtsberg‘, auf dem die ‚armen Sünder durchs Schwert gerichtet wurden‘. Dann wurde das Hochgericht gegenüber der Landstraße in das Altenceller Feld verlegt. Auch dieser Hügel (‚Galgenberg‘) ist nachgehends abgetragen.“
Am 1. Januar 1973 wurde Altencelle in die Kreisstadt Celle eingegliedert.

## Politik

### Ortsrat
Der Ortsrat Altencelle setzt sich aus neun Mitglieder zusammen.

Seit der letzten Kommunalwahl vom 12. September 2021 verteilen diese sich wie folgt:
| Ortsrat 2021Insgesamt 9 Sitze - SPD: 3 - Grüne: 1 - FDP: 1 - CDU: 3 - AfD: 1 |

### Ortsbürgermeister
Seit der Kommunalwahl im Jahr 2021 ist Dirk Heindorff Ortsbürgermeister. Seine Vorgänger waren von 1991 bis 2011 Otto Stumpf (CDU), von 2011 bis 2021 Hans-Werner Schmidtmann.

## Kultur und Sehenswürdigkeiten

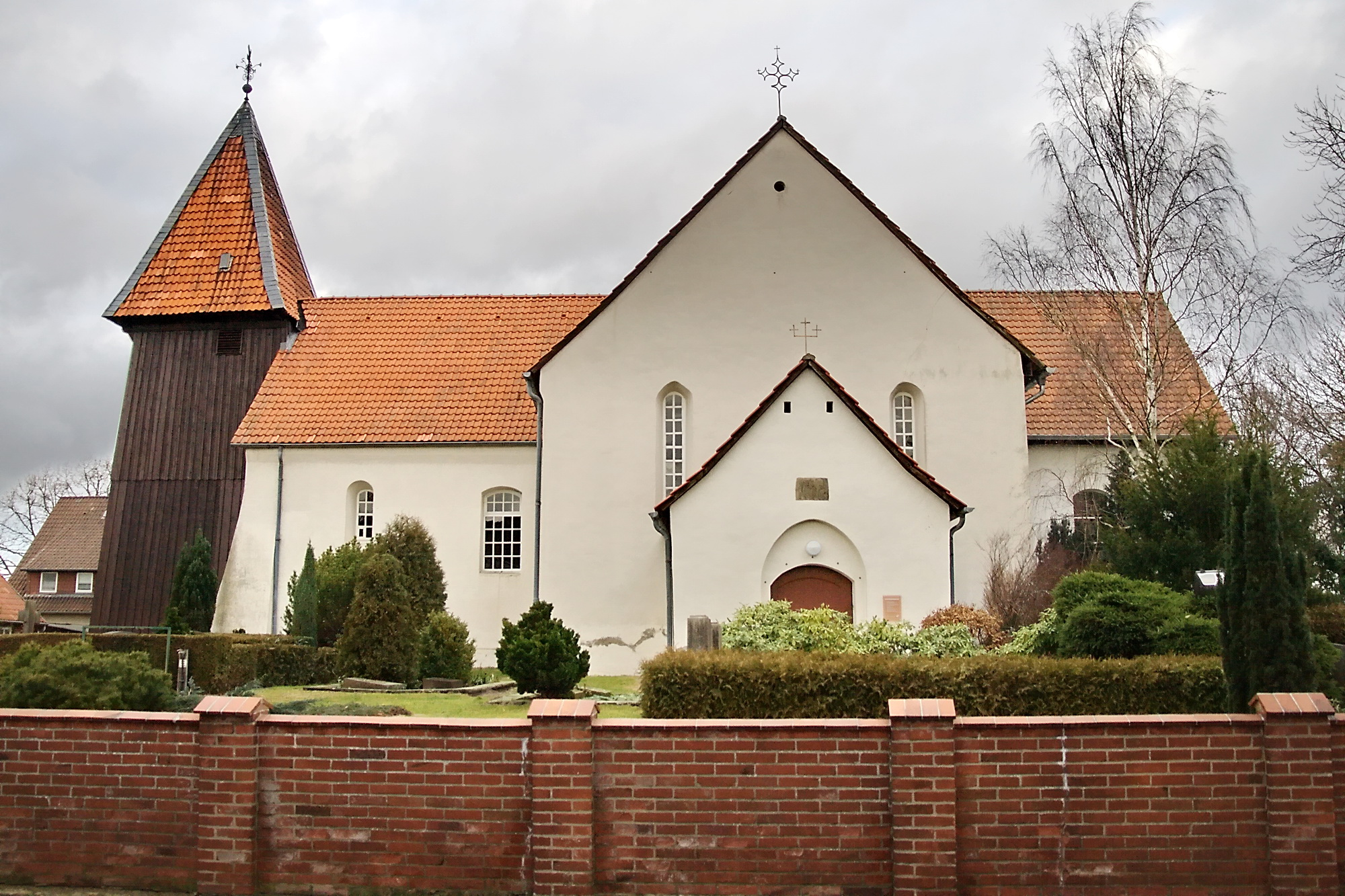
Gertrudenkirche

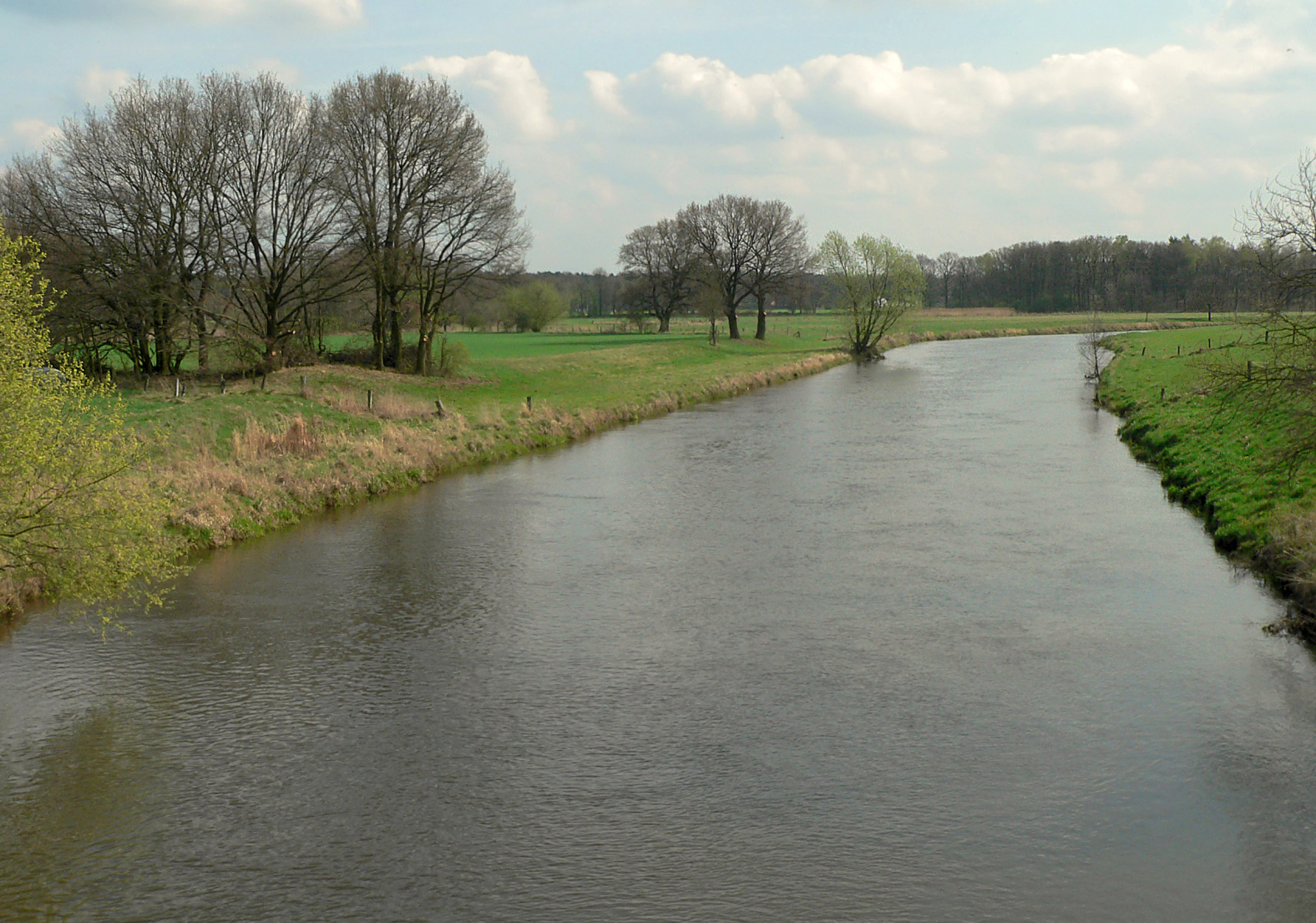
Aller bei Altencelle

- Die Gertrudenkirche hat ihre Ursprünge in der Zeit um 1000 und gehört zu den ältesten Kirchengebäuden der Region Celle. Der heutige Bau entstammt hauptsächlich dem 14. Jahrhundert.[7]
- Der Ringwall von Burg beim Ortsteil Burg ist eines der bedeutendsten frühmittelalterlichen Kulturdenkmäler im Celler Land. Die Wallburg im Niederungsgebiet nahe der Fuhse diente vermutlich der Bevölkerung als Fliehburg.
- Der in der Vorgeschichte und im Mittelalter genutzte Ringwall Nienburg liegt südöstlich des Ortes in der Allerniederung.
- Nördlich des Ortes an der Straße nach Lachtehausen befand sich der Finkenherd Altencelle im gleichnamigen Waldgebiet

## Religion
Die Gertrudenkirche ist die Kirche der Kirchengemeinde Altencelle. Diese ist Teil des evangelisch-lutherischen Kirchenkreis Celle.
Die römisch-katholischen Christen sind Teil des Bistums Hildesheim.

## Wissenschaft
Der Drilling Simulator Celle – Deutsches Forschungszentrum für Hochleistungsbohrtechnik und Automatisierung der Technischen Universität Clausthal hat seinen Sitz in Altencelle.

## Sport
Der wichtigste Sportverein des Ortes ist der SV Altencelle mit 13 Abteilungen. Die Volleyball-Herren-Mannschaft spielte von 1996 bis 1999 in der Zweiten Bundesliga Nord.

## Persönlichkeiten
- Karl Georg Wieseler (1813–1883), Theologe
- Hanna Fueß (1886–1972), Heimatschriftstellerin
- Jürgen Meyer (* 1954), Leichtathlet
- Alexander Wille (* 1973), Politiker, lebt in Altencelle